# Episodi di Super Ninja (seconda stagione)
La seconda e ultima stagione della serie televisiva Super Ninja, composta da 13 episodi, di cui l'ultimo da 60 minuti, è stata trasmessa sul canale statunitense Nickelodeon dal 9 febbraio al 27 aprile 2013.
In Italia è stata trasmessa in prima visione assoluta dal 1º al 13 luglio dello stesso anno su Nickelodeon.
| nº | Titolo originale       | Titolo italiano          | Prima TV USA     | Prima TV Italia |
| -- | ---------------------- | ------------------------ | ---------------- | --------------- |
| 1  | The Con Man            | Il truffatore            | 9 febbraio 2013  | 1º luglio 2013  |
| 2  | Flint Forster          | Flin Forster             | 16 febbraio 2013 | 2 luglio 2013   |
| 3  | Shadow Fly             | Shadow Fly               | 23 febbraio 2013 | 3 luglio 2013   |
| 4  | Grounded Ninja         | Ninja in castigo         | 2 marzo 2013     | 4 luglio 2013   |
| 5  | Kid Q                  | Kid Q                    | 9 marzo 2013     | 5 luglio 2013   |
| 6  | Cheer Fever            | Rivalità fra cheerleader | 16 marzo 2013    | 6 luglio 2013   |
| 7  | The Ishina Strike Back | Il ritorno degli ishina  | 30 marzo 2013    | 7 luglio 2013   |
| 8  | Enter the Dojo         | Ammissione al dojo       | 6 aprile 2013    | 8 luglio 2013   |
| 9  | Finding Forster        | L'incontro con Forster   | 13 aprile 2013   | 9 luglio 2013   |
| 10 | Wallflower             | Violaciocca              | 20 aprile 2013   | 10 luglio 2013  |
| 11 | M@yhem                 | M@yhem                   | 20 aprile 2013   | 11 luglio 2013  |
| 12 | Spring Fling           | Il ballo di primavera    | 27 aprile 2013   | 12 luglio 2013  |
| 13 | The Floating Sword     | La spada fluttuante      | 27 aprile 2013   | 13 luglio 2013  |